# Steagul statului Sonora, Mexic

Imagine a steagului statului Sonora.

Steagul statului Sonora, Mexic constă dintr-un dreptunghi alb pe care se găsește stema statului Sonora. 

## Steaguri ale Sonorei

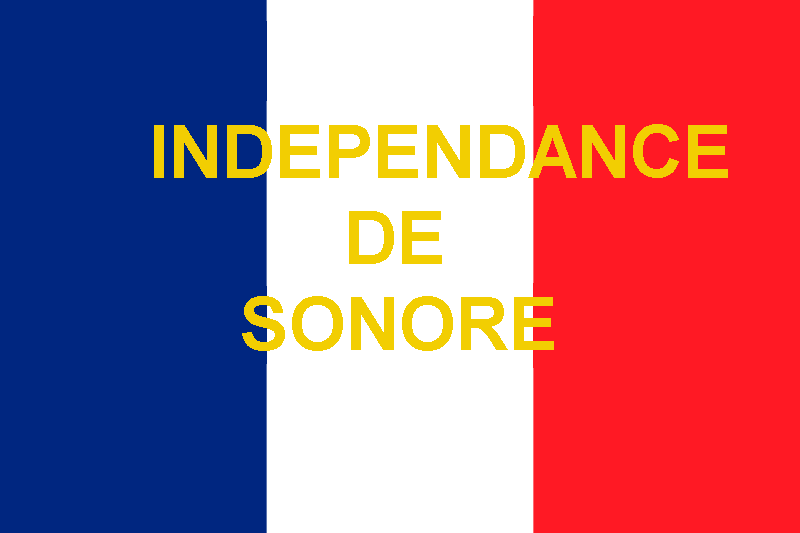
Steagul Sonorei independente, vedeţi Gaston de Raousset-Boulbon, (1853 – 1854)